# Mount Lyttleton, Antarktis
Mount Lyttleton är ett berg i Antarktis. Det ligger i Västantarktis. Argentina, Chile och Storbritannien gör anspråk på området. Toppen på Mount Lyttleton är 1 822 meter över havet, eller 753 meter över den omgivande terrängen. Bredden vid basen är 8,6 km.
Terrängen runt Mount Lyttleton är kuperad åt nordost, men åt sydväst är den bergig. Trakten är obefolkad. Det finns inga samhällen i närheten.